# Гамбургер, Джеффри
Джеффри Гамбургер (англ. Jeffrey F. Hamburger; род. 19 февраля 1957, Лондон) — американский историк-искусствовед, специалист по искусству Высокого и позднего Средневековья. Доктор философии (1987), именной профессор Гарварда (с 2008). Член Американской академии медиевистики (2001), Американской академии искусств и наук (2009) и Американского философского общества (2010). Лауреат премии Аннелизы Майер (2015).
Родился в семье американцев в Англии.
После окончания бакалавриата и докторантуры в Йельском университете, работы в Огайо и Торонто переехал в Гарвард в 2000 году. Являлся приглашенным профессором в Париже, Оксфорде, Лёвене, Гамбурге, Фрайбурге и Цюрихе, а также старшим приглашенным научным сотрудником в Институте Варбурга в Лондоне. Получил почетную степень Бернского университета (2013). Большая часть его научных исследований сосредоточена на искусстве женского монашества.

## Труды
- The Prayer Book of Ursula Begerin (Zürich-Dietikon: Urs Graf Verlag, 2015)
- Liturgical Life and Latin Learning at Paradies bei Soest, 1300—1425 (Münster: Aschendorff Verlag, 2017)
- The Liber ordinarius of Nivelles: Liturgy as Interdisciplinary Intersection (Tübingen: Mohr Siebeck, 2018)
- From Cross to Crucifix: Typology, Diagrams and Devotion in Berthold of Nuremberg’s Commentary on Hrabanus Maurus' In honorem sanctae crucis (2020)
- The Birth of the Author Pictorial Prefaces in Glossed Books of the Twelfth Century (2021)
- Color in Cusanus (2021)